# کن ماول
کن ماوْلْ (انگلیسی: Ken Moule؛ ۲۶ ژوئن ۱۹۲۵ – ۲۷ ژانویهٔ ۱۹۸۶) آهنگساز و نوازندهٔ پیانو جاز اهل بریتانیا بود.
از فیلم‌ها یا مجموعه‌های تلویزیونی که وی در آن‌ها نقش داشته است، می‌توان به ارتش سری (تنظیم‌کننده موسیقی در فصل سوم) اشاره نمود.